# Chicago Building
Il Chicago Building, noto anche come Chicago Savings Bank Building, è un edificio storico situato nel quartiere Loop di Chicago, Illinois, Stati Uniti. Progettato dagli architetti Holabird & Roche, è un esempio significativo dello stile architettonico noto come scuola di Chicago. L'edificio fu completato nel 1905 e designato come Chicago Landmark nel 1996 .
Il Chicago Building è spesso citato come uno dei primi esempi di grattacielo moderno e continua a essere un'icona dell'architettura urbana di Chicago, unendo funzionalità, estetica e innovazione tecnica .

## Storia e progettazione
L'edificio fu costruito tra il 1904 e il 1905 per ospitare la Chicago Savings Bank. Gli architetti Holabird & Roche, una delle firme più importanti nell'evoluzione dell'architettura della scuola di Chicago, concepirono un grattacielo di 14 piani che rifletteva l'innovazione tecnica e stilistica dell'epoca . Si distingue per l'uso di una struttura in acciaio e per le ampie vetrate, caratteristica principale della scuola di Chicago .
L'edificio si trova all'angolo sud-ovest di State Street e Madison Street, una delle zone più trafficate della città, che in passato era conosciuta come il "World's Busiest Corner". La sua posizione strategica ha contribuito a renderlo uno degli edifici più visibili e riconoscibili di Chicago .

## Caratteristiche architettoniche
Il Chicago Building è un esempio esemplare dello stile della scuola di Chicago, caratterizzato da una struttura in acciaio, ampie finestre rettangolari conosciute come "Chicago windows" e una facciata decorata con terra cotta . Il lato nord dell'edificio presenta finestre a sbalzo, mentre la facciata est ospita le tipiche finestre Chicago con telaio in metallo e vetro mobile .
L'edificio è alto 14 piani e presenta una facciata imponente rivestita in terra cotta bruna. La sua semplicità di linee e l'assenza di decorazioni superflue lo rendono un esempio di eleganza minimalista . La costruzione dell'edificio, che all'epoca costò circa 500.000 dollari, fu progettata con attenzione particolare alla sicurezza antincendio, essendo uno dei primi edifici di Chicago a essere completamente a prova di fuoco .

## Uso e trasformazioni
Originariamente concepito per ospitare uffici, il Chicago Building fu occupato sin dall'inizio da locatari di alto livello, grazie alla qualità costruttiva e alla posizione centrale . Nel 1997, l'edificio fu trasformato in dormitorio per la School of the Art Institute of Chicago, pur mantenendo molte delle caratteristiche originali .
Nel corso degli anni, il Chicago Building ha subito alcuni interventi di restauro, ma ha mantenuto in gran parte la sua struttura originale, compresa la cornice in cima, che è una delle poche ancora intatte tra gli edifici della scuola di Chicago .

## Riconoscimenti
Nel 1996, l'edificio fu designato come Chicago Landmark, un riconoscimento per il suo valore storico e architettonico . È anche un importante simbolo dell'innovazione che ha caratterizzato Chicago all'inizio del XX secolo, contribuendo a definire lo skyline della città ).